# Гейтс, Нэнси
Нэнси Гейтс (англ. Nancy Gates), имя при рождении Нэнси Джейн Гейтс (англ. Nancy Jane Gates; 1 февраля 1926 — 24 марта 2019) — американская актриса кино и телевидения 1940—1960-х годов.
За время своей карьеры Гейтс сыграла в 37 фильмах, среди которых «Эта земля моя» (1943), «Испанские морские владения» (1945), «На свадьбе» (1952), «Неожиданный» (1954), «Пол-акра ада» (1954), «Незнакомец верхом» (1955), «Женщина без мужчин» (1955), «Смерть негодяя» (1956), «И подбежали они» (1958) и «Станция Команч» (1960).
В период 1953—1969 годов Гейтс появилась в эпизодах 59 различных сериалов на телевидении.

## Ранние годы жизни и начало карьеры
Нэнси Гейтс родилась 1 февраля 1926 года в Далласе, Техас, США, и выросла в соседнем Дентоне, где с ранних лет начала выступать на сцене и на радио. К 1942 году она уже имела «солидный послужной список выступлений». В частности, она играла в спектакле с Брендой Маршалл и в шоу с Энн Шеридан, которые были родом из Дентона. Во время учёбы в школе Нэнси также вела собственную программу на радиостанции в Далласе. Одна из газет, характеризуя раннюю творческую карьеру Гейтс, назвала её «чудо-ребёнком».

## Кинематографическая карьера
В 1941 году в возрасте 15 лет Гейтс подписала контракт с киностудией RKO Pictures. Для вступления контракта в силу потребовалось решение суда, так как Гейтс на тот момент была несовершеннолетней.
В 1942 году актриса появилась (без упоминания в титрах) в эпизодической роли в драме Орсона Уэллса «Великолепные Эмберсоны» (1942) и в роли 14-летней дочери главной героини в приключенческой комедии с Чарльзом Лоутоном «Таттлы с Гаити» (1942). Её имя впервые упоминалось в титрах популярной комедии из жизни простого жителя маленького городка «Великий Гилдерслив» (1942), в которой она сыграла важную роль племянницы главной героини.
Год спустя Гейтс сыграла и во втором фильме про Гилдерслива, «Плохой день Гилдерслива» (1943). В том же году она исполнила заметные роли второго плана в двух значимых военных драмах — «Эта земля моя» (1943) с Чарльзом Лоутоном и Морин О’Харой и «Дети Гитлера» (1943).
В 1944 году у Гейтс были заметные роли второго плана в военной драме с Джорджем Кулурисом «Раса господ» (1944), вестерне с Робертом Митчемом «Невада» (1944), фильме нуар с Томом Конуэем «Ночь приключений» (1944) и в романтической комедии с Лорейн Дэй «Невеста по ошибке» (1944). Год спустя она появилась в единственном фильме, приключенческой костюмированной драме с Полом Хенрейдом и Морин О’Харой «Испанские морские владения» (1945).
С 1947 года в карьере Гейтс наступил спад, когда в течение трёх лет она сыграла главные женские роли лишь в трёх вестернах категории В — «Шайенн берет верх» (1947), «Проверь своё оружие» (1948) и «Вперед, Гром, вперед!» (1949). В следующий раз она появилась на экране лишь три года спустя.
Во время перерыва в карьере Гейтс вышла замуж, а также в течение года отучилась в Оклахомском университете.
В 1951 году Гейтс подписала контракт со студией Paramount Pictures, сыграв в 1952 году заметные роли сразу в четырёх фильмах, включая мелодраму Фреда Циннемана «На свадьбе» (1952), исторический приключенческий экшн о мушкетёрах с Корнелом Уайлдом и Морин О’Харой «На кончике шпаги» (1952) и шпионский триллер с Джином Барри «Атомный город» (1952), где она была школьной учительницей. После небольшой роли в музыкальной мелодраме с Джоан Кроуфорд «Грустная песня» (1953) Гейтс сыграла главную женскую роль в паре с Ричардом Деннингом в шпионском боевике «Цель Гонконг» (1953).
В 1954 году у Гейтс была главная женская роль в вестерне с Джорджем Монтгомери «Мастерсон из Канзаса» (1954) и важная роль возлюбленной главного героя, которую убивают гангстеры, в фильме нуар «Пол-акра ада»(1954). В фильме нуар «Неожиданный» (1954) Гейтс сыграла ключевую роль домохозяйки из маленького калифорнийского городка, дом которой захватил киллер (Фрэнк Синатра), планирующий застрелить из её окна Президента США. В фильме нуар «Женщина без мужчин» (1955) Гейтс сыграла ассистентку хозяйки художественной галереи (Мэри Виндзор), которую убивают, после чего подозрение падает, в том числе, на жениха Гейтс. Однако в финале картины, рискуя жизнью, ей удаётся помочь полиции разоблачить истинного преступника. В том же году Гейтс сыграла заметные роли в вестерне с Джоэлом Маккри «Незнакомец верхом» (1955) и приключенческой мелодраме о пилотах на Аляске «Вершина мира» (1955).
На следующий год Гейтс сыграла заметную роль представителя будущей человеческой расы, пережившей атомную войну, в культовом научно-фантастическом фильме «Мир без конца»(1956). В фильме нуар «Смерть негодяя» (1956) Гейтс сыграла секретаршу, которая мечтает стать звездой театра. В неё влюбляется главный герой картины, крупный нью-йоркский аферист и мошенник (Джордж Сандерс), который устраивает её карьеру. У Гейтс также была одна из главных ролей в психиатрической драме «Поиски Брайди Мёрфи» (1956), роль второго плана в мелодраме с Вэном Джоносоном «Дно бутылки» (1956), а также главные женские роли в вестерне «Легенда со звездой» (1956), криминальной драме с Ллойдом Бриджесом «Мокрые спины» (1956) и комедии с Микки Руни «Великолепные головорезы» (1956).
Гейтс сыграла секретаршу ювелира из маленького городка (Артур Кеннеди) в послевоенной драме с участием Фрэнка Синатры «И подбежали они» (1958). У неё также были главные роли в вестернах категории В «Сыромятная тропа» (1958) и «Перестрелка в Додж-Сити» (1959) с Джоэлом Маккри. В своём последнем фильме, вестерне Бадда Беттикера «Станция Команч» (1960) Гейтс сыграла женщину, которую главный герой истории (Рэндольф Скотт) спасает за вознаграждение в размере 5000 долларов. После съёмок этого фильма Гейтс оставила кино, чтобы проводить больше времени со своей семьёй, но продолжала время от времени появляться в качестве приглашенной актрисы в телевизионных шоу вплоть до своей последней роли в эпизоде сериала «Отряд Стиляги» в 1969 году.

## Карьера на радио
Гейтс дебютировала на радио 29 сентября 1941 года в передаче CBS Radio «Шоу Орсона Уэллса», сыграв с Орсоном Уэллсом в постановке по рассказу Шервуда Андерсона «Я дурак».
В 1946—1947 годах Гейтс играла на канале NBC в мыльной опере «Маскарад». В начале 1950-х годов она появилась в эпизодах ещё нескольких радиосериалов.

## Карьера на телевидении
С 1953 по 1969 год Гейтс много работала на телевидении, сыграв в 94 эпизодах 59 различных сериалов, среди которых «Студия 57» (1954—1955), «Театр научной фантастики» (1955), «Альфред Хичкок представляет» (1955—1956), «Миллионер» (1955—1959), «Перри Мейсон» (1957—1965), «Мэверик» (1958—1959), «Караван повозок» (1958—1964), «Сансет Стрип 77» (1959), «Гавайский детектив» (1960), «Истории Уэллс-Фарго» (1961), «Дымок из ствола» (1962), «Виргинец» (1964), «Сыромятная плеть» (1965), «Правосудие Берка» (1965) и «Отряд Стиляги» (1969), в эпизоде которого она в последний раз появилась на экране.

## Актёрское амплуа и оценка творчества
Нэнси Гейтс с детских лет выступала на сцене и на радио, а в 15 лет уже заключила контракт с голливудской компанией RKO Pictures, где стала играть подростковые роли, а затем главные женские роли преимущественно в фильмах категории В. Среди 34 фильмов с её участием было десять вестернов и пять фильмов нуар. Как Гейтс сказала в интервью 1961 года, «поскольку я из Техаса, я получала много ролей в вестернах. Я так часто ездила на лошадях, что начинаю чувствовать, что они — часть меня. Самое смешное, что я не очень хорошая наездница».
По мнению историка кино Хэла Эриксона, «несмотря на приятную и привлекательную экранную личность, Гейтс никогда не выделялась по-настоящему звёздными качествами», и к 1950-м годам она перешла на съёмки в малобюджетных фильмах, таких как «Атомный город» (1952), а также на телевидении. И всё же, в 1950-е годы Гейтс сыграла значительные роли в нескольких престижных фильмах с такими партнёрами как Фрэнк Синатра в фильмах «Неожиданный» (1954) и «И некоторые подбежали» (1958), а также с Джорджем Сандерсом в фильме «Смерть негодяя» (1956) и Рэндольфом Скоттом в фильме «Станция Команч» (1960).
В изданной в 2018 году книге «Фильмы Бадда Беттикера» содержится следующее воспоминание Беттикера о Гейтс, которую он снимал в фильме «Станция Команч»: «Нэнси Гейтс нравилась мне так же сильно, как и все, с кем я работал. Конечно, одно время я был влюблен в Джули Адамс, но, не считая этого, двумя моими любимыми исполнительницами главных ролей были Нэнси Гейтс и Морин О’Хара».
Последние десять лет своей актёрской карьеры Гейтс провела практически исключительно на телевидении. Как говорила в 1961 году сама актриса: «Наверное, я здесь единственная актриса, которая считает работу на телевидении отдыхом. Честно говоря, с тех пор как в декабре прошлого года родились мои дочери-близнецы, я участвую в одном или двух телешоу каждые шесть недель». Далее она заявила: «Мне нравится время от времени сниматься в кино, если такой случай подвернётся, но моя нынешняя жизнь меня вполне устраивает. Возможно, я чересчур скромна в своих амбициях, но мне нравится помогать своему мужу в его бизнесе, развлекая его». По мнению «Таймс» в случае с Гейтс это звучало искренне, хотя «со стороны многих кинозвезд это могло бы прозвучать как ложная скромность или попытка сделать мужественный вид в связи с замедлением голливудской карьеры».

## Личная жизнь
В 1948 году Гейтс вышла замуж за Уильяма Хейса (англ.  William Hayes), голливудского юриста и пилота, с которым познакомилась, когда была пассажиром на одном из его рейсов. Брак сохранился до смерти Уильяма в 1992 году.
У пары было четверо детей. Сын Джеффри М. Хейс (англ.  Jeffrey M. Hayes ) (1953—2021) стал кино- и телепродюсером, другой сын Чип Хейс (англ.  Chip Hayes ) (1956) — сценаристом и телепродюсером. В 1960 году в семье родились дочери-близнецы Кэтлин и Синтия.
В 1969 году Гейтс ушла из шоу-бизнеса, чтобы быть ближе к семье.

## Смерть
Нэнси Гейтс умерла 24 марта 2019 года в возрасте 93 лет в своём доме в Лос-Анджелесе.
У неё остались две дочери и два сына, а также шестеро внуков.

## Фильмография
| Год         |     | Русское название               | Оригинальное название                    | Роль                                              |
| ----------- | --- | ------------------------------ | ---------------------------------------- | ------------------------------------------------- |
| 1942        | ф   | Великий Гилдерслив             | The Great Gildersleeve                   | Марджори Форрестер                                |
| 1942        | ф   | Великолепные Эмберсоны         | The Magnificent Ambersons                | девушка (в титрах не указана)                     |
| 1942        | ф   | Таттлы с Таити                 | The Tuttles of Tahiti                    | дочь Тупы в возрасте 14 лет (в титрах не указана) |
| 1943        | ф   | Дети Гитлера                   | Hitler's Children                        | Бренда                                            |
| 1943        | ф   | Плохой день Гилдерслива        | Gildersleeve's Bad Day                   | Марджори Форрестер                                |
| 1943        | ф   | Эта земля моя                  | This Land Is Mine                        | Джули Грант                                       |
| 1943        | кор | Семейная вражда                | Family Feud                              | дочь Нэнси                                        |
| 1944        | ф   | Невеста по ошибке              | Bride by Mistake                         | Джун Мейсон                                       |
| 1944        | ф   | Раса господ                    | The Master Race                          | Нина                                              |
| 1944        | ф   | Невада                         | Nevada                                   | Хэтти Айд                                         |
| 1944        | ф   | Ночное приключение             | A Night of Adventure                     | Конни Мэтьюз                                      |
| 1945        | ф   | Испанские морские владения     | The Spanish Main                         | Лупита                                            |
| 1947        | ф   | Шайенн берёт верх              | Cheyenne Takes Over                      | Фэй Уилкинс                                       |
| 1948        | ф   | Проверь своё оружие            | Check Your Guns                          | Кэти Джордан                                      |
| 1949        | ф   | Вперёд, Гром, вперёд           | Roll, Thunder, Roll!                     | Кэрол Лумис                                       |
| 1952        | ф   | На кончике шпаги               | At Sword's Point                         | принцесса Генриетта                               |
| 1952        | ф   | Атомный город                  | The Atomic City                          | Эллен Хаскелл                                     |
| 1952        | ф   | На свадьбе                     | The Member of the Wedding                | Дженис                                            |
| 1952        | ф   | Величайшее шоу мира            | The Greatest Show on Earth               | зрительница (в титрах не указана)                 |
| 1952—1955   | с   | Приключения Эллери Куина       | The Adventures of Ellery Queen           | разные роли (2 эпизода)                           |
| 1953        | ф   | Цель Гонконг                   | Target Hong Kong                         | Миг Шан                                           |
| 1953        | ф   | Грустная песня                 | Torch Song                               | Силия Стюарт                                      |
| 1953        | с   | Театр четырёх звёзд            | Four Star Playhouse                      | Лоис Роджерс (1 эпизод)                           |
| 1953—1954   | с   | Театр «Пепси-Колы»             | The Pepsi-Cola Playhouse                 | разные роли (4 эпизода)                           |
| 1953 —1957  | с   | Видео-театр «Люкс»             | Lux Video Theatre                        | разные роли (6 эпизодов)                          |
| 1954        | ф   | Пол-акра ада                   | Hell's Half Acre                         |                                                   |
| 1954        | ф   | Неожиданный                    | Suddenly                                 | Эллен Бенсон                                      |
| 1954        | ф   | Мастерсон из Канзаса           | Masterson of Kansas                      | Эми Меррик                                        |
| 1954        | с   | Твоя любимая история           | Your Favorite Story                      | (1 эпизод)                                        |
| 1954        | с   | Одинокий волк                  | The Lone Wolf                            | Дена (1 эпизод)                                   |
| 1954        | с   | Время вашей игры               | Your Play Time                           | Вирджиния Силлс (3 эпизода)                       |
| 1954—1955   | с   | Студия 57                      | Studio 57                                | разные роли (3 эпизода)                           |
| 1954—1955   | с   | Театр «Дженерал Электрик»      | General Electric Theater                 | разные роли (4 эпизода)                           |
| 1954 — 1955 | с   | Свистун                        | The Whistler                             | разные роли (2 эпизода)                           |
| 1954—1956   | с   | Театр звёзд «Шлитца»           | Schlitz Playhouse of Stars               | разные роли (3 эпизода)                           |
| 1954—1956   | с   | Приключения Сокола             | Adventures of the Falcon                 | разные роли (2 эпизода)                           |
| 1955        | ф   | Женщина без мужчин             | No Man's Woman                           | Луиз Нельсон                                      |
| 1955        | ф   | Незнакомец верхом              | Stranger on Horseback                    | Кэролайн Уэбб                                     |
| 1955        | ф   | Вершина мира                   | Top of the World                         | лейтенант Мэри Росс                               |
| 1955        | с   | Театр научной фантастики       | Science Fiction Theatre                  | Лоис Стрэнд (1 эпизод)                            |
| 1955        | с   | Театр кинорежиссёров           | Screen Directors Playhouse               | Джерри Мейси (1 эпизод)                           |
| 1955        | с   | Солдаты удачи                  | Soldiers of Fortune                      | Марта Паллетт (1 эпизод)                          |
| 1955        | с   | «Ридерс дайджест» на ТВ        | TV Reader's Digest                       | мать, ожидающая ребёнка (1 эпизод)                |
| 1955        | с   | Агенты казначейства в действии | Treasury Men in Action                   | Дорис Брэндон (2 эпизода)                         |
| 1955        | с   | Человек со значком             | The Man Behind the Badge                 | Фло (1 эпизод)                                    |
| 1955        | с   | Театр Деймона Раниона          | Damon Runyon Theater                     | разные роли (2 эпизода)                           |
| 1955—1956   | с   | Звезда и история               | The Star and the Story                   | разные роли (3 эпизода)                           |
| 1955—1956   | с   | Альфред Хичкок представляет    | Alfred Hitchcock Presents                | разные роли (2 эпизода)                           |
| 1955—1956   | с   | Театр Джейн Уаймен             | Jane Wyman Presents The Fireside Theatre | разные роли (2 эпизода)                           |
| 1955— 1959  | с   | Миллионер                      | The Millionaire                          | разные роли (2 эпизода)                           |
| 1956        | ф   | Дно бутылки                    | The Bottom of the Bottle                 | Милдред Мартин                                    |
| 1956        | ф   | Легенда со звездой             | The Brass Legend                         | Линда Гипсон                                      |
| 1956        | ф   | Смерть негодяя                 | Death of a Scoundrel                     | Стефани Норт                                      |
| 1956        | ф   | Великолепные головорезы        | Magnificent Roughnecks                   | Джейн Риверс                                      |
| 1956        | ф   | Поиски Брайди Мерфи            | The Search for Bridey Murphy             | Хейзел Бернстейн                                  |
| 1956        | ф   | Мокрые спины                   | Wetbacks                                 | Сэлли Паркер                                      |
| 1956        | ф   | Мир без конца                  | World Without End                        | Гарнет                                            |
| 1956        | с   | Шоу Рэда Скелтона              | The Red Skelton Show                     | (1 эпизод)                                        |
| 1957        | с   | Знакомьтесь с Макгроу          | Meet McGraw                              | Кэрил (1 эпизод)                                  |
| 1957—1958   | с   | Письмо к Лоретте               | Letter to Loretta                        | разные роли (2 эпизода)                           |
| 1957—1965   | с   | Перри Мэйсон                   | Perry Mason                              | разные роли (3 эпизода)                           |
| 1958        | ф   | Сыромятный след                | The Rawhide Trail                        | Марша Коллинз                                     |
| 1958        | ф   | И подбежали они                | Some Came Running                        | Эдит Баркли                                       |
| 1958        | с   | Телевизионный театр «Крафта»   | Kraft Television Theatre                 | Эллен (1 эпизод)                                  |
| 1958        | с   | Преследование                  | Trackdown                                | Эллен Хаккетт (1 эпизод)                          |
| 1958—1959   | с   | Мэверик                        | Maverick                                 | разные роли (2 эпизода)                           |
| 1958—1964   | с   | Караван повозок                | Wagon Train                              | разные роли (3 эпизода)                           |
| 1959        | ф   | Перестрелка в Додж-Сити        | The Gunfight at Dodge City               | Лили                                              |
| 1959        | с   | Речная лодка                   | Riverboat                                | сестра Анджела (1 эпизод)                         |
| 1959        | с   | Бронко                         | Bronco                                   | Кей Рэнсом (1 эпизод)                             |
| 1959        | с   | Сансет-Стрип, 77               | 77 Sunset Strip                          | Сандра (1 эпизод)                                 |
| 1959        | с   | Линейка                        | The Lineup                               | Айрин Мейнард (1 эпизод)                          |
| 1959        | с   | Сажать в тюрьму                | Lock Up                                  | Стелла Бронсон Рокко Стейгер (1 эпизод)           |
| 1959        | с   | Люди в космосе                 | Men Into Space                           | Ренза Хейл (1 эпизод)                             |
| 1959        | с   | Третий человек                 | The Third Man                            | Лило (1 эпизод)                                   |
| 1960        | ф   | Станция Команч                 | Comanche Station                         | Нэнси Лоу                                         |
| 1960        | с   | Уичита                         | Wichita Town                             | Лори Картер (1 эпизод)                            |
| 1960        | с   | Ритмы Бурбон-стрит             | Bourbon Street Beat                      | Лидия Эймс (1 эпизод)                             |
| 1960        | с   | Гавайский детектив             | Hawaiian Eye                             | Мэри Мур (1 эпизод)                               |
| 1960        | с   | Ларами                         | Laramie                                  | Энджела Коул (1 эпизод)                           |
| 1961        | с   | Театр Зейна Грея               | Zane Grey Theater                        | Эллен Гейнор (1 эпизод)                           |
| 1961        | с   | Истории Уэллс-Фарго            | Tales of Wells Fargo                     | Амелия Кавендиш (1 эпизод)                        |
| 1961        | с   | Автобусная остановка           | Bus Stop                                 | Хеллен Харрисон (1 эпизод)                        |
| 1961        | с   | Детективы                      | Bus Stop                                 | Эллин (1 эпизод)                                  |
| 1961        | с   | Лучшее от «Пост»               | The Best of the Post                     | Никки Грэм (1 эпизод)                             |
| 1961        | с   | Приключения в раю              | Adventures in Paradise                   | Эллен Кейн (1 эпизод)                             |
| 1961        | с   | Гонконг                        | Hong Kong                                | Грейс Ричмонд (1 эпизод)                          |
| 1962        | с   | Дымок из ствола                | Gunsmoke                                 | Сара (1 эпизод)                                   |
| 1962—1963   | с   | Шоу Ллойда Брижеса             | The Lloyd Bridges Show                   | разные роли (2 эпизода)                           |
| 1964        | с   | Виргинец                       | The Virginian                            | Софи Фессенден (1 эпизод, в титрах неуказана)     |
| 1965        | с   | Кентукки Джонс                 | Kentucky Jones                           | Лиз Боуард (1 эпизод)                             |
| 1965        | с   | Сыромятная плеть               | Rawhide                                  | Кэсси Уэбстер (1 эпизод)                          |
| 1965        | с   | Правосудие Берка               | Burke's Law                              | разные роли (2 эпизода)                           |
| 1965        | с   | Одиночка                       | The Loner                                | Марта Уэйн (1 эпизод)                             |
| 1966        | с   | Бонанза                        | Bonanza                                  | Клэр Армори (1 эпизод)                            |
| 1969        | с   | Отряд «Стиляги»                | The Mod Squad                            | Лиз Уивер (1 эпизод)                              |